# Psammobates geometricus
La tortuga geométrica (Psammobates geometricus) es una especie en peligro de extinción de tortuga terrestre de la familia Testudinidae y es uno de los tres miembros del género Psammobates. Vive en una zona muy pequeña del Cabo Sur occidental de Sudáfrica.

## Descripción

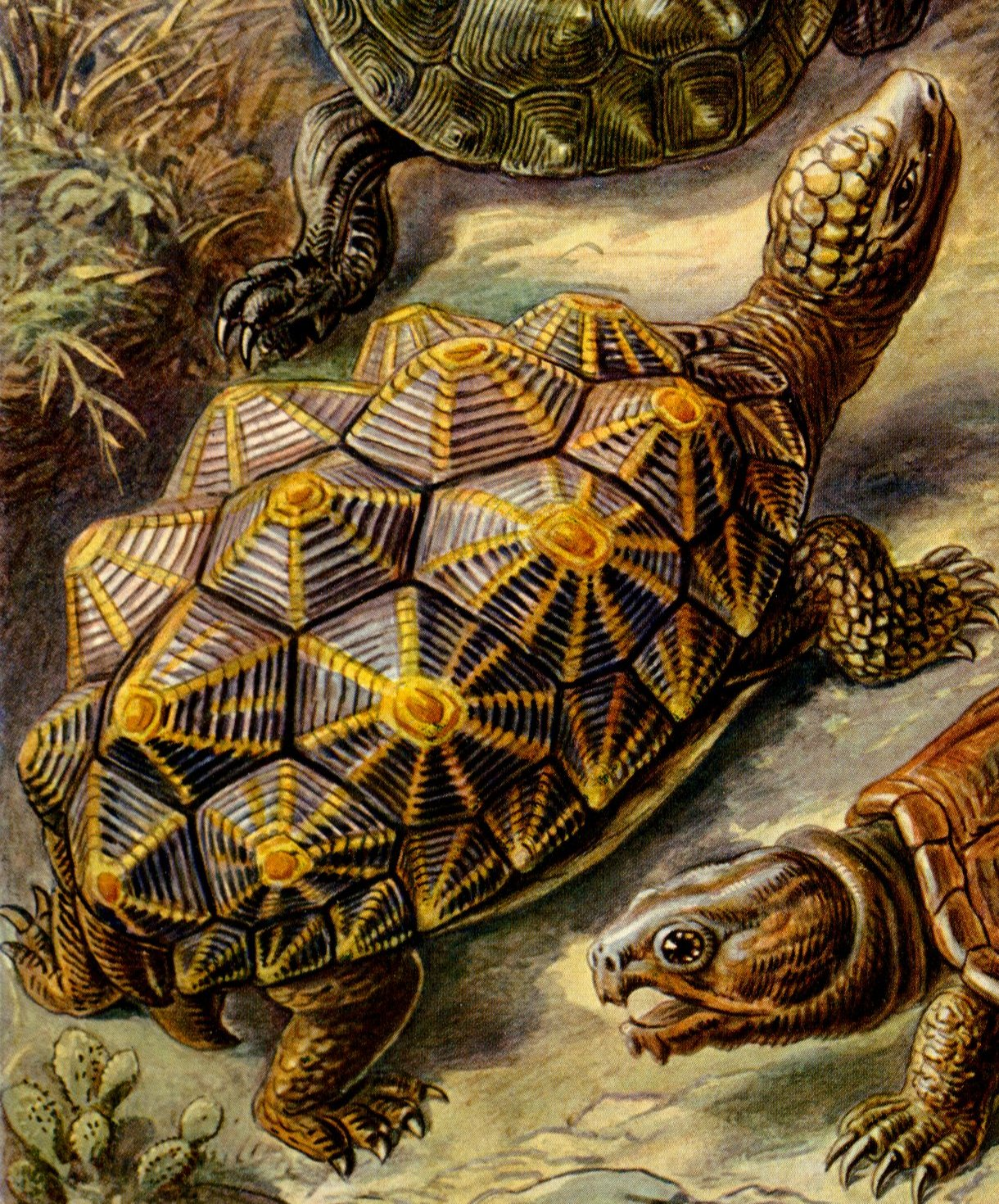
Dibujo por Ernst Haeckel en el libro Kunstformen der Natur.

Tiene un caparazón muy fuerte de color negro y amarillo utilizado para la defensa contra los depredadores. Los patrones están dispuestos en rayos y ayudan al camuflaje de la tortuga con su entorno. Esta tortuga es muy pequeña, y una tortuga de plena madurez se puede alcanzar de 5 a 6 cm de diámetro. 

## Hábitat
La tortuga geométrica está naturalmente limitada en la esquina suroeste de la provincia del Cabo de Sudáfrica. Solía vivir también dentro de lo que hoy es la Ciudad del Cabo, pero la última población de Ciudad del Cabo (en una pequeña Reserva) se extinguió. Se creía que se había extinguido en la década de 1960, pero una población sobreviviente fue descubierta en 1972 y ahora se reproduce en tres zonas aisladas, donde se conserva. Una población en el Cabo Occidental, en el valle Ceres, uno en Tulbagh-Worcester, en el oeste del Cabo. Y un grupo de supervivientes en las tierras bajas costeras del suroeste. Estas tortugas de colores vivos solo están presentes en las tierras bajas de vegetación, lo que significa que sus poblaciones son fácilmente aisladas por montañas que no pueden cruzar. Es una de las especies de tortugas más raras del mundo.

## Alimentación
La dieta de la tortuga geométrica consiste principalmente en las hojas, flores y brotes de plantas y hierbas. Su dieta es muy específica de las especies de las plantas locales, por lo que significa que mueren cuando se mantienen en cautividad. 

## Comportamiento
Hibernan en los meses de junio a septiembre, o cuando su entorno natural no es normal. Poco se sabe sobre el comportamiento reproductivo. Cuando la hembra está lista para poner los huevos cava un hoyo en la tierra y la cubre con pasto u otra vegetación. 

## Amenazas y Conservación
La tortuga geométrica ha perdido el 97% de su hábitat, y solo 2.000 a 3.000 ejemplares existen en la actualidad. Ésta tortuga se ve amenazada por una serie de razones, pero principalmente debido a la pérdida de su hábitat. Restringidas como están las fértiles tierras bajas y los valles, la gran mayoría de su pequeña área de distribución natural ha sido cubierta de granjas y viviendas. 
Además, sus huevos son una fuente de alimento para los pueblos africanos y los comerciantes capturan los adultos por sus caparazones, que se usan para hacer muchos objetos de decoración diferentes. Esta especie también es presa de los otros mamíferos, especialmente los mamíferos introducidos como cerdos y perros. 
El gobierno sudafricano ha protegido las tierras del parque para esta tortuga única, y hay leyes que prohíben su captura y la captura de sus huevos. 